# 君の名残を
『君の名残を』（きみのなごりを）は浅倉卓弥のミステリー小説。2004年9月12日に宝島社から刊行され、2006年2月1日に上下巻で文庫化された。

## 概要
木曾義仲の愛妾である巴御前（白石友恵）・源義経の相棒の武蔵坊弁慶（原口武蔵）・北条政子の弟である北条義時（北村四郎)の3人が平成からタイムスリップしてきたとする平安末期の平家物語を舞台としたミステリー小説。物語はこの3人を中心に進められていく。

## 書籍情報
- ハードカバー：ISBN 9784796641333
- 文庫版（上）：ISBN 9784796650755
- 文庫版（下）：ISBN 9784796650779
- 文庫新装版（上）：ISBN 9784299026729
- 文庫新装版（下）：ISBN 9784299026743